# Silence (bande dessinée)
Pour les articles homonymes, voir Silence (homonymie).
Silence est une bande dessinée de l'auteur belge Comès publiée dans le mensuel (À suivre) en 1979. Elle est sortie en album l'année suivante chez Casterman, dans sa version originale en noir et blanc. Débutant comme une chronique paysanne, l'histoire verse bientôt dans l'onirique et le fantastique.
Succès public et critique, Silence a obtenu l'Alfred du meilleur album au Festival d'Angoulême 1981. Il a permis à Comès, alors âgé de 38 ans mais n'ayant publié qu'un album, de s'affirmer comme un auteur majeur de la bande dessinée francophone de son époque.
En 2001, la maison d'édition belge a édité une version colorisée par Marie-Noëlle Bastin et découpée en deux tomes.

## Synopsis
L'histoire se déroule à Beausonge, village imaginaire de l'Ardenne. « Silence », un jeune homme muet et simple d'esprit, est l'homme à tout faire de l'odieux et brutal Abel Mauvy, riche agriculteur très influent dans le village. Il fait la connaissance d'une sorcière aveugle qui lui révèle le secret de ses origines, ainsi que les raisons qu'ils ont tous deux de se venger d'Abel Mauvy...

## Les personnages
Silence est un jeune homme, ouvrier agricole, d’apparence plutôt simplette qui a la particularité d’être muet. C’est le personnage principal de la bande dessinée. Il peut communiquer par l’intermédiaire d’une ardoise grâce à laquelle il rédige des phrases courtes avec, cependant, de nombreuses fautes d’orthographe. Il subit aussi de nombreuses réprimandes notamment de la part d’Abel Mauvy, ce dernier se faisant appeler « maître » par Silence. Silence est un être particulièrement sensible qui ne connaît point la méchanceté et la cruauté. De plus, il peut aussi communiquer avec les animaux par le regard. Toute la thématique du personnage est de savoir si le mal, constamment présent dans l’histoire, va nuire au personnage ou au contraire lui permettre de rester tel qu’il est face aux réprimandes du monde extérieur.
Abel Mauvy n’est autre que le personnage cruel qui se sert de Silence comme d’un homme à tout faire. Riche propriétaire, c’est un véritable tortionnaire que Silence considère malgré tout comme son meilleur ami. Pour enfouir ses souvenirs de jeunesse, il s’acharne sur le jeune homme.
Sara est la sorcière dans l’histoire. C’est une femme mystérieuse qui pousse le lecteur à se demander quelles sont ses vraies origines et son rôle vis-à-vis de Silence : n’est-elle qu’une amante ou peut-elle être la mère du jeune homme ? Cela renforce le caractère du phénomène œdipien. Son destin est cependant lié à la fois à Silence et à celui d’Abel. Elle incarne ainsi d’une part les idées d’un destin funeste et de l’autre d’un lendemain meilleur.
Blanche-neige est un nain à la fois très mystérieux mais aussi inquiétant. C’est un personnage emblématique dans l’histoire. Ce dernier sert d’instrument de vengeance pour le héros, cependant il dégage un aspect effrayant dû à sa manière de raisonner. Il est caractérisé par son chapeau melon et son large blouson d’où il est inscrit « I’m the king ». Il est tout simplement l’instrument du destin dans cette histoire.

## Inspiration et analyse
La campagne n’est pas un simple décor où se déroule l’histoire pour Didier Comès, c’est, en effet, un univers qu’il connaît et maîtrise parfaitement. C’est une des raisons qui expliquent aussi le lien très fort, qui en découle, avec la superstition. C’est une source d’inspiration majeure pour l’auteur car ce dernier y a passé une part importante de son enfance. Le décor ainsi emprunté reprend la campagne ardennaise en plaçant l’intrigue dans le petit village fictif de Beausonge. Ayant vécu en Ardenne étant enfant, et se réclamant d’une double culture, Didier Comès s’est parfois considéré comme un « exclu » ce qui a fortement inspiré son personnage phare Silence en l’habillant notamment de ses propres expériences. À travers cette chronique paysanne, l’auteur veut nous pousser à la réflexion sur la difficulté de l’intégration à travers le fantastique et l’onirique. Didier Comès nous invite ici à emprunter des chemins liant romantisme, haine et rapport aux autres. C’est un récit qui accorde une place importante à la vengeance mais pas uniquement. Le récit bien que d’apparence manichéen mêle aussi bien le mal et le bien à des personnalités contrastées ; à la fin le bien ne triomphe pas du mal. Silence n’est pas un personnage de héros de bande dessinée comme les autres. Il ne possède pas de pouvoirs extraordinaires comme on peut retrouver chez les super-héros de comics américains. Ce n’est que grâce à la sorcière que Silence se voit acquérir périodiquement des attributs de héros comme le pouvoir et le désir. Néanmoins par son absence de haine, il ne peut pas enrôler le rôle de justicier. Pour le lecteur, le personnage de Silence touche par son originalité, ses faiblesses et sa recherche d’identité, ce dernier étant au centre d’un rapport de parenté symbolique : on peut qualifier ce rapport d’aventure œdipienne. Il s’agit donc d’un roman familial cachant des questions majeures. Les serpents qui accompagnent Silence ont par conséquent un rôle et une image presque mythique. Ces derniers étant le symbole de valeurs liées à la femme, à la fécondité et au mystère. Le lien qui unit Sara (la sorcière) et Silence est intéressant ; ces derniers pensent trouver le salut par l’intermédiaire de la fuite vers un ailleurs très incertain. Par conséquent, Silence agit comme une fabulation dont le but est difficile à atteindre.

## Traitement, style graphique et narratif
Toute la bande dessinée est caractérisée par le trait graphique de son auteur, Didier Comès. Ce dernier se distingue par son utilisation du noir et du blanc irradiant qui donne à l’ensemble une virtuosité particulière. On trouve cependant des nuances de rouge sombre et nocturne dans la couverture, par sa tradition symbolique, il s’agit de la couleur de la connaissance ésotérique. Le noir quant à lui est plus associé au mystère, à l’inconnu et à l’énigmatique. La couverture en associant ce lettrage rouge et ce noir abondant pose ici le cadre de l’histoire et les questions qui y sont associées concernant le statut du personnage, sa destinée mêlée aussi à son ambivalence. Cette technique du noir et blanc était un désir longtemps recherché par Comès en raison de la liberté d’expression plus grande selon lui qu’offrait le noir et blanc par rapport à ce que pouvait fournir la couleur. Dans la bande dessinée, le trait graphique est volontairement caricatural et rompt ainsi avec le réalisme pour railler les mœurs paysannes. Le personnage de Mauvy est ainsi métamorphosé en cochon tandis que les forces de l’ordre comme les policiers et les infirmiers sont eux aussi raillés. Le dessin qui se veut réaliste ne s’attache pas à un personnage unique mais conserve le héros comme l’élément fondamental du récit. Les entrées et les sorties des personnages sont aussi strictement régies par des règles dont Silence en est l’élément central, c’est lui qui ouvre et ferme la narration en affrontant Mauvy au début (il est d’ailleurs vaincu par ce dernier) et à la fin où Silence sort cette fois vainqueur de cet affrontement. Le héros pèse ainsi sur chaque séquence narrative. Ces dernières sont construites de telle manière à évoquer les relations qui existent entre les personnages : les séquences se succèdent entre le désir de justice des uns et la malhonnêteté des autres. À la fin, il est laissé supposer que la vie reprenne son cours et que rien n’aura vraiment changé, cela souligne le fait qu’il ne s’agit pas d’un récit manichéen.

## Allusions culturelles
À plusieurs reprises, Blanche-neige entonne un chant de marins, Nous irons à Valparaiso.

## Postérité de l’ouvrage et accueil critique
Silence a été initialement publié dans la partie francophone de l’Europe, il devient très vite un ouvrage qui s’impose par ses caractéristiques propres. Son succès ne découle pas uniquement par l’attrait du « roman paysage » mais il s’explique aussi par sa maîtrise, son originalité et sa technique. C’est pourquoi il reste encore 30 ans après, une référence dans l’univers de la bande dessinée. Il est ainsi l’un des grands auteurs de la bande dessinée pour adultes en raison de son contenu mature et un univers moins enfantin. La publication de Didier Comès dans (À Suivre) signe sa reconnaissance comme auteur de bande dessinée majeur. Par la suite, lorsque Silence est publié en livre, il reçoit de nombreux prix dont le plus prestigieux est l’Alfred du meilleur album du festival d’Angoulême en 1981. En 1980, il avait reçu le Grand Prix Saint-Michel. Pourtant cette volonté de publier Silence n’était pas une décision acquise chez Comès en raison notamment des réticences initiales de la part de Jean-Paul Mougin, vite balayées avec l’arrivée des premières planches de son récit. Le magazine mensuel (À Suivre) a permis de faire de Didier Comès un monument de la bande dessinée. D’autres auteurs ont repris de nombreux thèmes chers à Comès comme Jean-Claude Servais qui a repris le thème de la campagne comme élément principal. Par la suite après une première publication en noir et blanc, une autre version en couleurs plus récente voit le jour à travers deux tomes édités par Casterman en 2001: L’initiation et La vengeance.

## Publications

### Périodique
- (À suivre) no 13-21, 1979.

### Albums
- Silence, Casterman, coll. « Les romans (A SUIVRE) », 1980.
- Silence, Casterman, version couleurs :

1. L'Initiation, 2001.
2. La Vengeance, 2001.

## Récompenses
- Grand Prix Saint-Michel 1980
- Alfred du meilleur album du Festival d'Angoulême 1981[9].

### Documentation
- Nicole Everaert et Hervé Bernard, « “Silence” de Comès : La Différence et la Norme... », Bédésup, no 16,‎ mars 1981, p. 25-29 (ISSN 0224-9588).
- Patrick Gaumer, « Silence », dans Dictionnaire mondial de la BD, Paris, Larousse, 2010 (ISBN 9782035843319), p. 781.
- Bruno Lecigne et Jean-Pierre Tamine, « Silence, traité de mécanique générale », Schtroumpf : Les Cahiers de la bande dessinée, Glénat, no 50,‎ 1981, p. 30-32.
- Paul Gravett (dir.), « De 1970 à 1989 : Silence », dans Les 1001 BD qu'il faut avoir lues dans sa vie, Flammarion, 2012 (ISBN 2081277735), p. 407.
- Julie Lemaire, « L’idiot, l’animal et le poète. Du silence des bêtes aux silences des fous dans Silence de Didier Comès », Thélème. Revista complutense de estudios franceses, 2022. Lire en ligne